# Berkélium
Le berkélium est un élément chimique transuranien de symbole Bk et de numéro atomique 97. 

## Historique
Il a été synthétisé pour la première fois en décembre 1949 par Stanley G. Thompson (en), Glenn Theodore Seaborg, Kenneth Street, Jr. (en), et Albert Ghiorso à l'université de Californie à Berkeley. Son nom fait référence à la ville de Berkeley.
Le premier isotope produit a un nombre de masse de 243 et se dégrade avec une demi-vie de 4,5 heures. Dix autres isotopes ont été synthétisés depuis. En raison de sa rareté, le berkélium n'a actuellement aucune utilisation commerciale.

## Isotopes
Vingt radioisotopes sont connus, de 235Bk à 254Bk, et 6 isomères nucléaires. L'isotope de plus grande demi-vie est 247Bk (1 380 ans).

## Synthèse

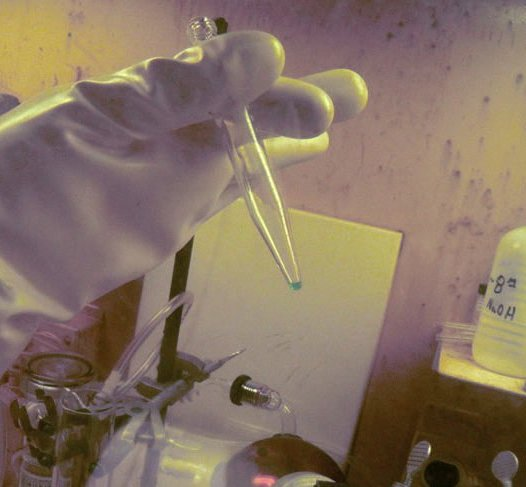
Cible de berkélium (visible ici en solution bleutée dans l'ampoule) utilisée pour produire l'élément 117 tennesse.

243Bk et 246Bk sont produits par bombardement d'une cible d'américium ou de curium avec des particules alpha. 247Bk est obtenu par désintégration par capture électronique de 247Cf (ce dernier étant issu du bombardement d'une cible de curium 244 avec des particules alpha). Les isotopes plus lourds sont généralement produits par irradiation neutronique de plutonium, d'américium ou de curium. La production de 249Bk, un isotope relativement courant, est cependant rendu difficile par son importante section efficace, qui tend à le transformer en l'isotope à courte période radioactive (de l'ordre de 3,2 h) 250Bk dans le flux neutronique.